# Mahmoud Zoubi
Mahmoud Zuabi, né en 1935 et mort le 21 mai 2000, a été le Premier ministre de la Syrie du 1er novembre 1987 au 7 mars 2000.